# Wilde Unschuld
Wilde Unschuld ist ein US-amerikanisch-spanisches Filmdrama. Regie führte Tom Kalin, das Drehbuch schrieb Howard A. Rodman anhand eines Buches von Natalie Robins und Steven M.L. Aronson.

## Handlung
Die Handlung des Films erstreckt sich von 1946 bis 1972 und erzählt in sechs Teilen über das Leben der Schauspielerin Barbara Daly. Sie heiratet Brooks Baekeland, der einer wohlhabenden Familie entstammt und früher einmal Soldat war. Die Eheleute haben einen Sohn, Tony, den Barbara vom ersten Tag an vergöttert. 1959 ziehen sie nach Paris, später wohnen sie in Spanien. Barbara hat eine enge, intime Beziehung zu ihrem Sohn und behandelt diesen eher wie einen Partner als wie einen Sohn. Auf Mallorca lernt er die einheimische Blanca kennen, die aber nach einem Ausflug mit der Familie Baekeland mit Tonys Vater zusammenkommt. Frustriert stellt Barbara ihren Ex-Ehemann am Flughafen bloß, indem sie intime Details aus ihrem Liebesleben preisgibt. Tony führt nun eine Beziehung mit einem Jugendfreund ebenso wie mit Sam Green, dem bisexuellen Kunsthändler und Freund seiner Mutter. Aber alle seine Beziehungen scheitern, weil seine kranke Liebe im Grunde nur seiner Mutter gehört. Nachdem sein Vater sich mit Blanca davongemacht hat, bricht dieser den Kontakt zu Tony und seiner Frau ab, worunter Tony sehr leidet. In Briefen erzählt der junge Mann seinem gefühlskalten Vater von Ereignissen aus seinem Leben, allerdings ohne je eine Antwort zu erhalten.
Barbara und ihr Sohn ziehen nach London, wo Tony eine Stelle findet. Seine Mutter glaubt, er fühle sich in England viel besser als in Frankreich, er esse und gehe aus, aber der Schein trügt. In Wahrheit ist Tonys Zustand inzwischen so dramatisch, dass er zu halluzinieren beginnt, sich auf inzestuösen Sex mit seiner Mutter einlässt und diese anschließend ersticht. Auch davon berichtet er in einem Brief an seinen Vater.

## Kritiken
Bernard Besserglik schrieb in der Zeitschrift The Hollywood Reporter vom 25. Mai 2007, man könne den Film mit den Werken europäischer Regisseure wie Luchino Visconti, Rainer Werner Fassbinder und Jean-Luc Godard vergleichen. Er sei nicht unbedingt ein Meisterwerk, aber er sei besser als viele andere auf den Internationalen Filmfestspielen von Cannes gezeigten Filme. Julianne Moore spiele ihre seit Jahren am meisten herausfordernde Rolle. Der Regisseur vermeide Rührseligkeit und sichere, dass die Charaktere wegen derer Schwächen als Menschen erkennbar bleiben würden.
Das Lexikon des internationalen Films meinte: „Die als Erinnerungsdokument verfilmte authentische Geschichte bietet weder eine überzeugende Charakterpsychologie noch signalisiert sie Interesse an den sozio-kulturellen Hintergründen. Auch die Nutzung zweier unterschiedlicher Filmsprachen bleibt ein halbherziges Experiment, mit dem das Konfliktpotenzial nicht ausgeschöpft werden kann.“

## Hintergründe
Der Film wurde in London, in Barcelona, in Sitges und in Frankreich im Juli bis August 2006 gedreht. Seine Produktionskosten betrugen schätzungsweise 4,6 Millionen US-Dollar. Die Weltpremiere fand am 18. Mai 2007 auf den Internationalen Filmfestspielen von Cannes statt. Am 4. Juli 2007 wurde der Film auf dem Internationalen Filmfestival Karlovy Vary gezeigt, am 10. September 2007 auf dem Toronto International Film Festival 2007 und am 28. Oktober 2007 auf dem The Times bfi London Film Festival. Am 28. Mai 2008 startete er in ausgewählten Kinos der USA.